# 풍문으로 들었소 (드라마)
《풍문으로 들었소》는 2015년 2월 23일부터 2015년 6월 2일까지 방송된 SBS 월화 드라마이다.
한편, 당초 한 여인의 일대기를 담은 시대극인 〈수재전쟁〉으로 기획되었다가 준비 단계에서 현대극으로 수정되었고 이 과정에서 주인공으로 낙점된 김희애가 하차했으며, 남주인공 역에는 당초 한석규가 낙점되었으나 사정으로 인해 불발됐다.
아울러, 서봄(고아성 분)이 한씨 집안의 새로운 세력으로 부상하며 굳건하던 한씨 집안의 질서를 흔들었는데 한정호(유준상 분)의 말에 동의하지 않을 땐 당당히 자신의 의견을 피력했고, 한송의 횡포에 불만을 품었던 민주영(장소연 분)의 말에도 귀를 기울였지만 최종회까지 한정호의 반성이나 변화는 없었다.

## 줄거리
제왕적 권력을 누리며 부와 혈통의 세습을 꿈꾸는 대한민국 초일류 상류층의 속물의식을 통렬한 풍자로 꼬집는 블랙코미디이다.

## 등장 인물

### 주요 인물
- 유준상 : 한정호 역
- 유호정 : 최연희 역
- 고아성 : 서봄 역
- 이준 : 한인상 역

### 한정호의 가족
- 박소영 : 한이지 역

### 서봄의 가족
- 장현성 : 서형식 역
- 윤복인 : 김진애 역
- 공승연 : 서누리 역
- 전석찬 : 서철식 역

### 최연희의 주변 인물
- 백지연 : 지영라 역
- 장호일 : 송재원 역
- 김호정 : 엄소정 역
- 서정연 : 이선숙 역
- 이선주 : 홍금연 역

### 한정호의 주변 인물
- 길해연 : 양재화 역
- 장소연 : 민주영 역
- 이화룡 : 김태우 역
- 박진영 : 백대현 역
- 백지원 : 유신영 역
- 김권: 윤제훈 역

### 그 외 인물
- 정유진 : 장현수 역
- 정가람 : 성민재 역
- 김정영 : 정순 역
- 김학선 : 박 집사 역
- 허정도 : 박경태 역
- 김선화 : 무속인 역
- 주민경 : 서누리의 선배 아나운서 역
- 김종태 : 경비 목소리 (1회), 콜택시 기사 (1~2회), 세타콤 직원 목소리 (18회) 역

### 특별출연
- 김환 : 앵커 역
- 최재영 : 기자 역

## 시청률
최저 시청률과 최고 시청률은 시청률 조사회사와 지역별로 시청률에 차이가 있을 수 있습니다.
| 2015년      | 2015년      | 2015년         | 2015년       | 2015년         | 2015년       |
| 회차        | 방송일      | TNmS 시청률    | TNmS 시청률  | AGB 시청률     | AGB 시청률   |
| 회차        | 방송일      | 대한민국(전국) | 서울(수도권) | 대한민국(전국) | 서울(수도권) |
| ----------- | ----------- | -------------- | ------------ | -------------- | ------------ |
| 제1회       | 2월 23일    | 6.8%           | 8.7%         | 7.2%           | 8.3%         |
| 제2회       | 2월 24일    | 7.9%           | 10.6%        | 8.1%           | 9.7%         |
| 제3회       | 3월 2일     | 7.0%           | 9.9%         | 6.5%           | 7.2%         |
| 제4회       | 3월 3일     | 7.9%           | 10.5%        | 8.7%           | 10.0%        |
| 제5회       | 3월 9일     | 8.1%           | 10.2%        | 8.3%           | 9.4%         |
| 제6회       | 3월 10일    | 8.3%           | 10.7%        | 9.0%           | 10.4%        |
| 제7회       | 3월 16일    | 8.2%           | 10.5%        | 10.1%          | 11.8%        |
| 제8회       | 3월 17일    | 8.3%           | 11.1%        | 9.3%           | 10.6%        |
| 제9회       | 3월 23일    | 8.7%           | 11.5%        | 10.7%          | 13.0%        |
| 제10회      | 3월 24일    | 9.4%           | 12.5%        | 10.5%          | 12.2%        |
| 제11회      | 3월 30일    | 9.1%           | 11.9%        | 10.3%          | 12.1%        |
| 제12회      | 3월 31일    | 9.5%           | 12.7%        | 12.0%          | 13.7%        |
| 제13회      | 4월 6일     | 9.2%           | 11.7%        | 11.3%          | 12.4%        |
| 제14회      | 4월 7일     | 10.3%          | 13.2%        | 11.0%          | 12.3%        |
| 제15회      | 4월 13일    | 10.5%          | 13.2%        | 11.6%          | 13.3%        |
| 제16회      | 4월 14일    | 10.1%          | 13.1%        | 11.7%          | 12.9%        |
| 제17회      | 4월 20일    | 11.1%          | 13.4%        | 11.6%          | 12.2%        |
| 제18회      | 4월 21일    | 11.3%          | 13.6%        | 12.8%          | 13.6%        |
| 제19회      | 4월 27일    | 9.8%           | 12.1%        | 11.1%          | 12.9%        |
| 제20회      | 4월 28일    | 10.9%          | 14.2%        | 12.2%          | 13.7%        |
| 제21회      | 5월 4일     | 8.3%           | 10.2%        | 9.3%           | 9.8%         |
| 제22회      | 5월 5일     | 10.8%          | 14.1%        | 10.9%          | 11.6%        |
| 제23회      | 5월 11일    | 9.3%           | 11.3%        | 10.6%          | 11.5%        |
| 제24회      | 5월 12일    | 9.4%           | 11.4%        | 10.1%          | 10.6%        |
| 제25회      | 5월 18일    | 8.8%           | 10.9%        | 10.4%          | 11.3%        |
| 제26회      | 5월 19일    | 9.2%           | 11.7%        | 10.8%          | 11.8%        |
| 제27회      | 5월 25일    | 9.3%           | 11.6%        | 10.0%          | 11.5%        |
| 제28회      | 5월 26일    | 9.2%           | 11.4%        | 9.8%           | 11.2%        |
| 제29회      | 6월 1일     | 9.6%           | 12.0%        | 11.0%          | 12.0%        |
| 제30회      | 6월 2일     | 11.1%          | 14.9%        | 11.7%          | 12.9%        |
| 평균 시청률 | 평균 시청률 | 9.2%           | 11.8%        | 10.3%          | 11.5%        |

## 수상 경력
- 2015년 제51회 백상예술대상 드라마 작품상
- 2015년 제51회 백상예술대상 여자 신인연기상 고아성
- 2015년 SBS 연기대상 뉴스타상. 중편 드라마 여자 우수상 고아성
- 2015년 SBS 연기대상 중편드라마 부문 남자 최우수상 유준상
- 2015년 SBS 연기대상 중편드라마 부문 남자 특별상 장현성
- 2015년 SBS 연기대상 뉴스타상 공승연

## 참고 사항
- 드라마 삽입곡인 〈풍문으로 들었소〉는 1980년 함중아와 양키스가 발표한 곡으로, 2011년 밴드 장기하와 얼굴들이 리메이크하여 영화 《범죄와의 전쟁: 나쁜놈들 전성시대》에 삽입되었다. 이 드라마에서는 함중아와 양키스의 원곡이 엔딩곡으로 삽입되었다.

## 동시간대 드라마
- KBS 월화 미니시리즈

《블러드》 (2015년 2월 16일 ~ 2015년 4월 21일)
《후아유 - 학교 2015》 (2015년 4월 27일 ~ 2015년 6월 16일)
- MBC 월화드라마

《빛나거나 미치거나》 (2015년 1월 19일 ~ 2015년 4월 7일)
《화정》 (2015년 4월 13일 ~ 2015년 9월 29일)